# The Greenhornes
The Greenhornes är ett amerikanskt rockband från Cincinnati, Ohio, bestående av Craig Fox (sång och gitarr), Jack Lawrence (basgitarr) och Patrick Keeler (trummor). De spelar huvudsakligen bluesinfluerad garagerock.

## Historik
Gruppen bildades 1996 och bestod förutom Fox, Lawrence och Keeler då även av Brian Olive (gitarr), senare i Soledad Brothers, och Jared McKinney (keyboard). De debuterade 1998 med singeln "End of the Night" / "No More" på skivbolaget Deary Me Records. Året därpå släpptes debutalbumet Gun For You, vilket följdes upp 2001 med självbetitlade The Greenhornes, producerat av John Curley från Afghan Whigs. På det tredje albumet, Dual Mono, hade Olive och McKinney lämnat gruppen och istället hade man tagit in gitarristen Eric Stein. Året därpå hade dock även Stein lämnat gruppen som nu fortsatte som en trio. 
2005 släppte man EP:n East Grand Blues, producerad av Brendan Benson, och senare samma år samlingsalbumet Sewed Soles. Under 2005 turnerade de också i USA och Europa som förband åt The White Stripes.
Patrick Keeler och Jack Lawrence arbetade under 2004 tillsammans med Jack White med Loretta Lynns album Van Lear Rose som Jack White producerade. Under 2005 grundade de gruppen The Raconteurs tillsammans med White och Brendan Benson. Lawrence medverkade senare också i banden Blanche och The Dead Weather. The Greenhornes återkom 2010 med albumet ****, utgivet på Jack Whites Third Man Records.

## Medlemmar
Nuvarande medlemmar
- Craig Fox – sång, gitarr (1996– )
- Jack Lawrence – basgitarr (1996– )
- Patrick Keeler – trummor, percussion (1996– )

Tidigare medlemmar
- Brian Olive – gitarr (1996–2000)
- Jared McKinney – keyboard (1996–2001)
- Eric Stein – gitarr (2000–2002)

Turnerande medlemmar
- Mark Watrous – keyboard, gitarr, sång (2010)

## Diskografi
- 1999 – Gun For You
- 2001 – Greenhornes
- 2002 – Dual Mono
- 2005 – East Grand Blues (EP)
- 2005 – Sewed Soles
- 2010 – ****